# Grim Fandango
Grim Fandango est un jeu vidéo d’aventure développé et publié par LucasArts en 1998 sur Microsoft Windows. Créé par Tim Schafer, il est le premier jeu d’aventure du studio fondé sur le moteur de jeu GrimE qui permet un affichage des objets et des personnages en trois dimensions en surimpression sur des décors statiques, modélisés en 3D avant d'être pré-rendus. Le joueur y incarne Manny, un agent de voyage dont le rôle est d’accompagner ses clients dans leur traversée du pays des morts pour rejoindre le neuvième monde. Comme dans les autres jeux d’aventures de LucasArts, le joueur doit interagir avec des objets ou d’autres personnages pour résoudre des énigmes et ainsi progresser dans le jeu. Pour créer l’univers du jeu, Tim Schafer s’est notamment inspiré des croyances aztèques sur la vie après la mort ainsi que des films noirs comme Assurance sur la mort ou Casablanca.
À sa sortie, le jeu est unanimement salué par la presse spécialisée qui fait entre autres l’éloge de sa réalisation, de son atmosphère et de son humour. Le jeu est ainsi désigné par de nombreuses critiques comme le meilleur jeu d’aventure de l’année et il reste considéré comme un des meilleurs jeux d’aventure de tous les temps. Le jeu est cependant considéré comme un échec commercial et comme une des raisons pour lesquelles LucasArts a arrêté de développer des jeux d’aventures, causant ainsi le déclin du genre.
Le jeu a bénéficié d’une version remastérisée, développée par le nouveau studio de Tim Schafer, Double Fine Productions. Cette dernière inclut notamment des graphismes améliorés, une nouvelle interface et des commentaires audio de ses développeurs. Elle est publiée le 27 janvier 2015 sur PlayStation 4, PlayStation Vita, Microsoft Windows, OS X et Linux puis le 5 mai 2015 sur Android et iOS, sur Nintendo Switch le 1er novembre 2018, et enfin sur Xbox One le 29 octobre 2020.

## Trame

### Univers
L'intrigue se déroule au pays des morts, dans un monde inspiré de la mythologie aztèque. Les êtres humains qui ont poussé leur dernier souffle se retrouvent tous dans ce monde, en prenant l'apparence de squelettes. Ils voyagent alors quatre années à travers le Pays des Morts (ou 8e monde) vers le Neuvième Monde, leur destination finale et le pays du repos éternel. Pour ce voyage, ils ne sont pas tous logés à la même enseigne. En fonction de leur vie passée, certaines âmes ont le droit d'utiliser un moyen de transport. D'autres doivent effectuer le voyage à pied et prennent ainsi le risque de s'égarer à jamais. D'autres enfin doivent s'acquitter de travaux d'intérêt général et contribuent à faire fonctionner la société, aidés dans leur tâche par des démons immortels. Le pays des morts s'est modernisé pour ressembler au monde occidental contemporain, avec une très forte nuance hispanique.
La plupart des personnages sont d'aspect squelettique, ou plutôt de calaveras — mot espagnol familier qui désigne les squelettes décoratifs utilisés lors de la fête des morts mexicaine — inspirés du travail de l'artiste mexicain José Guadalupe Posada. Les fleurs transmettent non pas la gaieté, mais plutôt l'horreur car elles sont utilisées comme objet de mort au travers d'armes à feu qui permettent de « germer » les squelettes (de les tuer comme on pourrait le faire à un vivant).
De manière inhabituelle, le jeu combine cette mythologie des Enfers avec l'architecture, le design, les motifs de l’Art déco des années 1930 et une ambiance évoquant les films noirs. La seconde partie du jeu, où Calavera dirige un casino s'inspire des films de Humphrey Bogart comme Le Faucon maltais, Key Largo, et  Casablanca. En effet dans le jeu, l’arnaqueur Chinchilla Charlie (Chowchilla Charlie en VO) apparaît comme une réminiscence du personnage de Guillermo Ugarte joué par Peter Lorre. Bogen, le chef corrompu de la police, se réfère au Capitaine Louis Renault joué par Claude Rains. Mise à part cela, Tim Schafer a déclaré que la véritable inspiration provient du film Assurance sur la mort, dans lequel un homme ordinaire (un vendeur d'assurance, pas un détective) est impliqué dans une intrigue de meurtre.

### Personnages
La plupart des personnages sont hispaniques et en plus de leur accent prononcé, d'occasionnels mots espagnols sont entremêlés dans les dialogues. La majeure partie des personnages fument (en grande partie pour l'effet cinématographique).
Manuel Calavera dit Manny — doublé par Tony Plana (version originale anglaise) et Mario Santini (version française)
Pour expier des péchés commis dans sa vie, Manny a dû devenir agent de voyage au Département des Morts (DDM) dans la ville d'El Alamoual. Pour gagner son propre passage au Neuvième Monde, il doit vendre différentes offres de voyages. Les plus méritants se voient octroyer un billet pour le « Neuf Express », un train à grande vitesse permettant de faire le voyage en quatre minutes au lieu de quatre années. Les moins chanceux n'auront le droit, par exemple, qu'à un simple bâton agrémenté d'une boussole pour les guider (L'excelsior Plus). Manny recherche les bons clients, dont les vies saines méritent un passage rapide à travers le pays des morts, pour lui permettre de gagner à son tour son passage, mais aussi pour son prestige personnel. Malheureusement pour lui, tous les bons clients sont récupérés « par hasard » par son collègue de travail Domino Hurley.
Son nom, Calavera, signifie « tête de mort » en espagnol.
Mercedes Colomar dite Meche — doublée par Maria Canals (version anglaise) et Nathalie Homs (version française)
Meche (prononcer Métché) est une femme pour laquelle Manny va peu à peu éprouver de l'attirance. Bien qu'elle ait vécu la vie d'une sainte, le DDM ne lui accorde curieusement pas de billet pour le Neuf Express, et Manny la laisse, malgré lui, faire le voyage seule et à pied. Après avoir été renvoyé du département, Manny fait tout pour la retrouver durant les quatre années dans le jeu.
Glottis — doublé par Alan Blumenfeld (version anglaise) et Christian Pélissier (version française)
Personnage comique, Glottis est un énorme démon orange, qui est mécanicien au DDM puis chauffeur de Manny, et qui a des tendances alcooliques. Quand Glottis est mis à la porte du département, il se joint à Manny et devient son ami au grand cœur et compagnon de route dans sa recherche de Meche tout au long du jeu.
Hector LeMans — doublé par Jim Ward (version anglaise) et Michel Elias (version française)
L'antagoniste principal, Hector LeMans est le baron du crime du pays des morts. Il est spécialisé dans la revente mercantile de billets. Avec l'aide de ses hommes de main, il vole les billets pour le Neuf Express des gens méritants et les revend aux personnes riches. Dans le jeu, ses interventions teintes de brutalité montrent qu'il ne plaisante pas.
Son nom exotique, LeMans, est fondé sur Le Mans.
Salvador Limones — doublé par Sal Lopez (version anglaise) et Gérard Surugue (version française)
Salvador Limones est à la tête de l'organisation souterraine AAP (l'Alliance des âmes perdues) qui se bat contre Hector LeMans par tous les moyens. Limones recrute Manny afin d'avoir un agent infiltré au DDM puis l'aide à s'évader d'El Alamoual afin de démanteler la tentaculaire organisation du DDM.
Son prénom Salvador, signifie « sauveur » et son nom Limones signifie « citrons ».

### Scénario
Manuel Calavera dit Manny est un agent de voyage qui est chargé d'aider ses âmes, après les avoir cherchées habillé en Grande Faucheuse (son habit de travail, et il doit porter en plus des échasses car il est trapu) pour le compte du Département des Morts. Le DDM est une compagnie administrative qui aide les nouveaux morts à accéder au pays du repos éternel : plus les âmes ont été exemplaires dans leur vie, plus elles auront droit à un moyen plus facile et rapide pour y accéder, sans avoir à braver les dangers du parcours.
Malgré la bonne volonté qu'il met dans son travail, Manny a du mal à trouver de bons clients et donc des contrats en or afin de pouvoir lui-même gagner le droit d'atteindre le pays du repos éternel… ce qui est peu facilité par son arrogant rival en affaires, Domino Hurley, pistonné par son patron irascible et corrompu, Don Copal. Il ne trouve du réconfort qu'envers la secrétaire de ce dernier, Eva.
Afin de pouvoir augmenter ses chances, Manny prend comme chauffeur un sympathique gros démon orange, Glottis, qui devient son meilleur ami, et trafique des papiers afin de récupérer un client initialement destiné à Domino : une cliente, Mercedes Colomar dite Meche. Ayant été une femme généreuse et de grand cœur dans sa vie, elle a de quoi constituer une bonne affaire pour Manny, et elle ne le laisse d'ailleurs pas indifférent du côté affectif… Mais Manny découvre que ses dossiers sont déjà trafiqués par la direction, ce qui la destine automatiquement à devoir marcher sans aide à travers le pays. Manny se fait blâmer par la direction l'accusant du trafic et il se fait mettre en garde à vue tandis que Meche disparaît dans la nature…
Manny rencontre Salvador Limones, un ancien militaire révolutionnaire qui le libère et l'invite à rejoindre l'Alliance des Âmes Perdues, organisation secrète qui vise à combattre le DDM et ses administrations, corrompus par l'argent.
Manny décide de l'aider, et de partir ensuite à la recherche de Meche, bravant mafia, gangsters, corruption et dangers dans une aventure qui lui prendra des années et dans des évènements qui décolleront à chaque fois le Jour des Morts.

## Système de jeu
Grim Fandango est un jeu d'aventure en vue à la troisième personne dans lequel le joueur incarne Manny, un agent de voyage dont le rôle est d’accompagner ses clients dans leur traversée du pays des morts. Il est le premier titre du studio a bénéficier du moteur de jeu GrimE qui affiche les objets et les personnages en trois dimensions en  surimpression de décors statiques pré-rendus. Contrairement aux précédents jeux d’aventures développés par LucasArts, fondés sur une interface en pointer-et-cliquer, le joueur contrôle les déplacements et les actions de Manny avec un clavier, un joystick ou une manette de jeu. Le joueur doit interagir avec des objets ou d’autres personnages pour résoudre des énigmes et ainsi progresser dans l’histoire. Le jeu ne propose pas d’affichage tête haute. Le joueur est en effet informé de l’intérêt d’un objet ou d’un personnage par les mouvements de tête de son personnage, qui se tourne pour les regarder, et non par un message s’affichant à l’écran comme dans les précédents jeux d’aventure du studio. Pour consulter l’inventaire des objets transportés par Manny, il le regarde mettre ou enlever chaque objet de sa veste. Manny peut dialoguer avec les autres personnages du jeu par l’intermédiaire d’arbres de dialogues et ainsi obtenir des informations qui lui permettent de résoudre certaines énigmes ou de progresser dans l’histoire. Comme dans la plupart des jeux d’aventure LucasArts, le joueur ne peut ni mourir, ni se retrouver dans des situations cul-de-sac  à partir desquelles le joueur ne peut plus finir le jeu.

## Développement

### Début du projet
Le développement de Grim Fandango est supervisé par Tim Schafer, concepteur de Day of the Tentacle et créateur de Full Throttle, Psychonauts et Brütal Legend,. Bien qu’il ait l’idée de créer un jeu ayant pour thème le jour des morts bien avant, il ne commence à travailler sur le jeu qu’en juin 1995 après avoir terminé Full Throttle. L’objectif de LucasArts est alors de revitaliser le genre du jeu d’aventure graphique, en déclin depuis 1994,. D’après Schafer, le budget du jeu s’élève à trois millions de dollars. C’est le premier jeu d’aventure développé par LucasArts depuis Labyrinth: The Computer Game à ne pas utiliser le moteur de jeu SCUMM. À la place, le studio se fonde sur le moteur Sith utilisé dans Jedi Knight: Dark Forces II pour concevoir un nouveau moteur de jeu qu’ils baptisent GrimE,. Celui-ci est programmé en Lua du fait de l’intérêt que porte à l’époque l’un des programmeurs de LucasArts, Bret Mogilefsky, pour ce langage. Le succès du jeu a d’ailleurs conduit d’autres développeurs à l’imiter, pour notamment développer des jeux comme Escape from Monkey Island ou Baldur's Gate.

### Conception graphique
Grim Fandango mélange des décors pré-rendus statiques avec des personnages et des objets en trois dimensions. Cette orientation est notamment choisie à cause de l’aspect intéressant des calacas rendues en 3D. Plus de 90 ensembles et 50 personnages sont ainsi créés et rendus pour le jeu, le personnage de Manny étant à lui seul composé de 250 polygones. Plutôt que de dessiner les arrière-plans comme pour un jeu d’aventure en deux dimensions, les développeurs ont créé des modèles 3D des décors afin de pouvoir donner un angle plus pratique ou plus dramatique à une scène en re-rendant simplement ce modèle. L’équipe a également adapté le moteur pour permettre à la tête de Manny de bouger de manière indépendante de son corps pour prévenir le joueur lorsqu’un objet intéressant se trouve à côté. Le moteur les a également aidés à synchroniser les dialogues avec les mouvements des personnages. En plus de cela, des scènes cinématiques en full motion video sont intégrées au jeu afin de faire avancer l’histoire. Celles-ci utilisent des personnages et des décors similaires à ceux du jeu afin que le joueur ne puisse pas faire la différence entre les cinématiques et les phases de jeu.

### Influences
Le jeu combine des éléments relevant des croyances aztèques sur la vie après la mort et l’autre monde avec des motifs de conceptions Art déco et un scénario rappelant les films noirs. L’inspiration Aztèque est principalement due à la fascination de Schafer pour le folklore, qui débute alors qu’il prend des cours d’anthropologie à l’université de Californie à Berkeley. Lors d’une conversation avec le folkloriste Alan Dundes, il reconnaît que le voyage de quatre ans d’une âme dans l’autre monde pourrait faire l’objet d’un jeu d’aventure,. Après s’être fixé sur ce thème, Schafer se demande quel personnage les joueurs souhaiteraient incarner dans le contexte du jour des morts. Il imagine alors un personnage allant chercher les gens dans le monde des vivants pour les ramener dans celui des morts, comme si c’était un simple chauffeur de taxi. De cette idée découle le personnage de Manny, dont le travail est en apparence glamour mais qui est en réalité très banal. Il s’inspire également du folklore mexicain, notamment de la façon dont les morts sont enterrés avec deux sacs d’or cachés à deux endroits différents afin que les esprits ne puissent les trouver en même temps. À partir de cette idée de vol dans l’au-delà, il imagine un monde des morts où rôdent des criminels, ce qui donne son ambiance de film noir au jeu. Il décide de découper le scénario du jeu en quatre parties, correspondant à quatre années, afin de diviser le jeu en quatre sections indépendantes,. Chaque année est ensuite divisée en plusieurs branches d’énigmes, se succédant de manière non-linéaire, que le joueur doit résoudre pour progresser jusqu’à l’année suivante.
Puisque le jeu contient de nombreux dialogues et que Schafer apprécie la façon dont les gens parlent dans les films des années 1930 et 1940, il décide de donner au jeu une ambiance qui rappelle cette époque. Pour cela, il s’inspire des nouvelles écrites par Raymond Chandler et Dashiell Hammett. Il s’inspire également de plusieurs films noirs, notamment du film Assurance sur la mort dans lequel un banal et faible assureur se retrouve impliqué dans une histoire de meurtre. Le design du jeu et le début du scénario sont façonnés d’après des films comme Chinatown et Glengarry,. Plusieurs scènes du jeu sont directement inspirées par des films de genre comme Le Faucon maltais, Le Troisième Homme, Key Largo et en particulier Casablanca, deux des personnages du deuxième acte ayant pour modèle les personnages joués par Peter Lorre et Claude Rains dans le film,. Le principal antagoniste du jeu, Hector LeMans, est lui conçu pour ressembler à Signor Ferrari, joué par Sydney Greenstreet, toujours dans Casablanca.
Les influences des concepteurs pour l’aspect visuel du jeu sont très diverses. Ainsi, les personnages « squelettes » s’inspirent des calacas utilisées lors des festivités du Jour des morts au Mexique. De leur côté, les décors vont du gratte-ciel Art déco à un temple Aztèque. Pour la création des calacas, l’équipe fait appel à Peter Chan, un des artistes de LucasArts. Pour la conception des hot rod et des personnages démoniaques comme Glottis, les artistes ont notamment été influencés par les œuvres de Ed Roth.
Le jeu est initialement baptisé Deeds of the Dead par Tim Schafer qui souhaite au départ faire de Manny un agent immobilier du monde des morts. D’autres titres sont ensuite envisagés, comme The Long Siesta et Dirt Nap avant qu’il se décide sur le titre Grim Fandango.

### Dialogues et musiques
Le jeu bénéficie d’un casting varié, incluant notamment des acteurs et actrices Latinos pour les textes en argot espagnol. Manny est ainsi interprété par Tony Plana, Meche par María Canals, Glottis par Alan Blumenfeld et Hector par Jim Ward. D’après Schafer, le fait que l’espagnol soit la langue maternelle de Tony Plana lui a permis de suggérer des améliorations aux dialogues afin de rendre plus naturelles les conversations dans cette langue. 
La musique du jeu mélange des morceaux orchestraux, avec de la musique folk sud-américaine, du jazz, du swing et du big band. Elle est composée par Peter McConnell qui s’inspire notamment des musiciens Duke Ellington et Benny Goodman ainsi que des compositeurs de musiques de film Max Steiner et Adolph Deutsch. Pour enregistrer la bande originale, il fait appel à des musiciens de sa connaissance et approche des groupes du quartier Mission District de San Francisco, dont notamment un groupe de mariachi. La bande originale du jeu est publiée sur CD en 1998.

## Versions
La sortie du jeu est initialement prévue pour le premier semestre 1998 mais elle est finalement reportée. Le jeu est donc publié le 30 octobre 1998, soit le vendredi précédent le 2 novembre, ce qui correspond au jour des morts. Malgré ce délai supplémentaire, l’équipe n’a pas le temps d’inclure tout le contenu prévu dans le jeu et doit donc mettre de côté certaines énigmes et personnages, incluant notamment une énigme en cinq étapes conçue comme le point culminant du jeu dans laquelle le héros affronte  Hector LeMans à la fin de l’aventure. D’après Tim Schafer, une ou deux années supplémentaires auraient été nécessaires pour inclure tout ce qu’ils avaient imaginé pour le jeu.
Une version remastérisée de Grim Fandango est annoncée en juin 2014 lors de l’Electronic Entertainment Expo. Celle-ci est publiée le 27 janvier 2015 sur PlayStation 4, PlayStation Vita, Microsoft Windows, Mac OS X et Linux. Cette nouvelle version est ensuite publiée sur Android et iOS le 5 mai 2015. Une version Nintendo Switch est disponible le 1er novembre 2018.

## Accueil

### Critique
| Grim Fandango         |      |       |
| Média                 | Pays | Notes |
| Adventure Gamers      | US   | 4,5/5 |
| GameSpot              | US   | 93 %  |
| IGN                   | US   | 82 %  |
| Jeuxvideo.com         | FR   | 17/20 |
| Joystick              | FR   | 85 %  |
| Compilations de notes |      |       |
| Metacritic            | US   | 94 %  |
| GameRankings          | US   | 93 %  |

À sa sortie, Grim Fandango a reçu un accueil quasi uniformément positif. Ron Dulin de GameSpot en a félicité l'écriture, l'humour, les situations et les personnages, sans fabrication à l'excès aidant à construire un univers crédible ; Steve Hill de PC Zone a souligné la qualité de la production dans l'ensemble, les personnages, la musique et l'atmosphère soulignant que ces ingrédients pourraient en faire un très bon film ; Trent C. Ward de IGN finit sa revue en affirmant que Grim Fandango est de loin, le meilleur jeu d'aventure sorti
D'un autre côté, Circe de la revue WomenGamers, bien qu'ayant apprécié la créativité du scénario et l'atmosphère mexicaine, a trouvé l'interface maladroite de par la restriction des actions disponibles, critique également exprimée par Ron Dulin et Trent C. Ward, à un degré moindre.
La presse française a fait un très bon accueil au jeu, le magazine Joystick souligne que le jeu possède « une vraie bande son qui pose l'ambiance », et des « doublages français […] irréprochables » et lui accorde une note de design de 93 % ; mais lui reproche sa « difficulté [qui] dessine des dos d'âne chaotiques » rendant la progression difficile dès le début du jeu.
En dépit des bonnes critiques, Grim Fandango ne s'est pas vendu aussi bien que d'autres jeux aventures plus anciens, ce qui a conduit à le regarder comme l'achèvement du genre aventure. Les pessimistes lui attribuent ainsi, par le fait qu'en dépit de sa grande qualité et des récompenses gagnées — incluant le jeu de l'année 1998 par GameSpot devant le jeu de stratégie en temps réel StarCraft et le jeu de tir à la première personne Half-Life — il ne s'est pas bien vendu, d'avoir terni l'image de la demande existante pour les jeux d'aventure au cours des années suivantes.

### Récompenses
À sa sortie en 1998, Grim Fandango est récompensé à de nombreuses reprises par la presse spécialisée qui le désigne généralement comme le meilleur jeu d’aventure de l’année. C’est notamment le cas des magazines PC Gamer et Computer Gaming World ainsi que des sites web IGN et GameSpot. La rédaction de ce dernier lui décerne également les titres de meilleur jeu de l’E3 1998, de meilleur jeu PC de l’année, de meilleur conception artistique et de la meilleure bande originale. L’année suivante, en 1999, il remporte également le titre de meilleur jeu d’aventure sur PC décerné par l’Academy of Interactive Arts & Sciences,. La rédaction du site GameSpot salue à nouveau sa bande originale en l’incluant dans son classement des dix meilleures musiques de jeu vidéo et il obtient la dixième place dans le classement des meilleures fins de jeu vidéo des lecteurs du site,.
La presse spécialisée continue ensuite de saluer le jeu qui est, depuis sa sortie, régulièrement cité dans des classements de jeux vidéo. En 2003, le site GameSpot lui consacre ainsi un article dans sa série sur les meilleurs jeux de tous les temps. En 2004, c’est au tour du site GameSpy de l’introduire dans son temple de la renommée. La même année, la rédaction du site Adventure Gamers le place en septième position de leur classement des meilleurs jeux d’aventures de tous les temps. Le jeu apparaît également à plusieurs reprises dans le classement publié chaque année par le site IGN, dans lequel il se place à la 50e en 2005 et à la 36e place en 2007 ,. Il apparait également dans les classements des 25 meilleurs jeux PC publiés par le même site en 2007 puis en 2009,. Enfin, en 2011, il prend la première place du classement des cent meilleurs jeux d’aventure de tous les temps publié par le site Adventure Gamers.

### Ventes
Bien qu’il soit salué par la presse spécialisée, le succès commercial n’est pas au rendez-vous. Si les premières estimations suggèrent qu’il se vend bien au cours de l’été 1998, le jeu ne dépasse pas les 500 000 exemplaires vendus dans le monde,. Il est donc généralement considéré comme un échec commercial même si d’après LucasArts, il atteint les objectifs fixé par le studio aux États-Unis et les dépasse dans le reste du monde,,. D’après Tim Schafer, le jeu est d’ailleurs rentable malgré des ventes relativement faibles.

## Postérité
Un nouveau jeu d’aventure, Escape from Monkey Island, est publié par LucasArts en 2000 mais le studio annule les suites de Sam and Max Hit the Road et  de Full Throttle. Il justifie cette décision en expliquant qu’après une étude méticuleuse des réalités du marché et compte tenu de la situation économique, il considère que ce n’est pas le moment de publier un jeu d’aventure sur PC,. Après ces annulations, LucasArts licencie la plupart des développeurs ayant travaillé sur leurs jeux d’aventure, et en 2006, le studio annonce qu’il ne prévoit pas de créer de nouveaux jeux d’aventure avant au moins dix ans. Après leur départ, les développeurs licenciés créent le studio Telltale Games en juin 2004 afin de continuer à réaliser les jeux d’aventures que LucasArts ne souhaite plus produire. Ils récupèrent notamment les droits de la franchise Sam and Max en 2005, dont ils tirent un nouveau jeu d’aventure en pointer-et-cliquer, baptisée Sam and Max : Sauvez le monde, qu’ils publient sous forme d’épisodes.